# Showtime
A Showtime előfizetéses televízió, mely számos csatornával és platformmal rendelkezik a világ több országában, de az Egyesült Államokra összpontosít leginkább.

## Történet
A tévé, eredetileg a Viacom szolgáltatásaként, 1976. július 1-jén kezdte meg adását. Elsőként egy lokális kábelhálózaton a kaliforniai Dublinban. 1978. március 7-étől érhető el műholdról is. 1979-ben a Viacom a tulajdon 50%-át eladta a TelePrompTernek. Azonban 1982-ben egy bizonyos Westinghouse megszerezte a TelePrompTert az előző évben, így a Viacom visszavásárolta a Showtime tévécsatornát. 1983-ban a Viacom és a Warner-Amix Satellite Entertainment a Showtime és a The Movie Channel egyesítésével hozta létre a Showtime Networks Incorporationt. 1984-ben mutatták be az adó első filmjét, a The Ratings Time-ot, melynek Danny DeVito volt a főszereplője és a rendezője is.

## Csatornák
A 2000-es évek elején a Showtime számos multiplex csatornát alapított:
- Showtime HD
- Showtime 2 (SHO2): Korábbi Showtime Too.
- Showcase (SHOC): Korábbi Showtime 3 (SHO3).
- Showtime Beyond (SHOB)
- Showtime Extreme (SHOX)
- Showtime Family Zone (SHOF)
- Showtime Next (SHON)
- Showtime Women (SHOW)

A Showtime Networks, Inc. tulajdonában áll még:
- The Movie Channel
- The Movie Channel Xtra
- Flix

Továbbá vezeti a Sundance Channelt, ami a CBS Corporation, Robert Redford és az NBC Universal közös vállalkozása.
2005-ben a Showtime a CBS Corporation leányvállalata lett.

## Főbb sorozatok
- Borgiák
- Brotherhood
- Csillagkapu (Stargate SG-1)
- Dexter
- Haláli hullák (Dead Like Me)
- A fiúk a klubból (Queer as Folk)
- Free For All
- Jackie nővér (Nurse Jackie)
- Jamie Foxx Presents: Laffapalooza
- Kaliforgia
- L (The L Word)
- Masters of Horror
- Nancy ül a fűben (Weeds)
- Penn & Teller: Bullshit!
- Poltergeist: The Legacy
- Total Recall: 2070
- Tudorok
- Tara alteregói (United States of Tara)
- Vörös cipellők (Red Shoe Diaries)

## Külső hivatkozások
A Showtime hivatalos oldala (angol)